# Monaco ai Giochi della XVIII Olimpiade
Monaco partecipò ai Giochi della XVIII Olimpiade, svoltisi a Tokyo, Giappone, dal 10 al 24 ottobre 1964, con una delegazione di un atleta impegnato nel sollevamento pesi.